# Prolepta dulitana
Prolepta dulitana är en insektsart som beskrevs av Victor Lallemand 1939. Prolepta dulitana ingår i släktet Prolepta och familjen lyktstritar. Inga underarter finns listade i Catalogue of Life.